# Как я провёл этим летом
«Как я провёл э́тим ле́том» (в названии использован стилистический приём анаколуф; рабочее название фильма — «Последний день») — российский художественный фильм Алексея Попогребского в жанре триллер, снятый в 2008 — 2009 годах.
Мировая премьера фильма состоялась 17 февраля 2010 года в рамках фестивальной программы Берлинского кинофестиваля. Премьерный показ в России состоялся 27 марта 2010 года в Ростове-на-Дону. В российский прокат фильм вышел 1 апреля 2010 года.
Фильм вошёл в конкурсную программу Берлинского кинофестиваля 2010 года и по его итогам получил «Серебряных медведей» в двух номинациях — призами за «лучшую мужскую роль» награждены Григорий Добрыгин и Сергей Пускепалис, за «выдающийся вклад в искусство» — оператор фильма Павел Костомаров. В том же году фильм был удостоен главного приза 54-го Лондонского кинофестиваля.

## Сюжет
Действие фильма происходит на вымышленном «острове Аарчым» (авторы фильма назвали его так в честь живущей на станции Валькаркай лайки Арчум, которая пешком дошла от Гренландии до Чукотки в составе экспедиции французского путешественника Жиля Элькема), расположенном в Северном Ледовитом океане.
На полярной станции живут и работают двое — начальник метеостанции Сергей (Сергей Пускепалис) и стажёр Павел (Григорий Добрыгин), который приехал на трёхмесячную практику. Вахта подходит к концу. Сергей ждёт возвращения на материк, где он не был уже долгое время и где его ждут жена и сын. Павел чередует практику и мелкие бытовые дела с компьютерной игрой. Единственная ниточка связи с внешним миром — радиосвязь с центральной базой.
Однажды Сергей отправляется на рыбалку за гольцом, попросив Павла не сообщать об этом на материк. В отсутствие Сергея по радиосвязи приходит сообщение о несчастном случае, произошедшем с супругой и сыном Сергея, и о том, что в связи с этим Сергея и Павла эвакуируют, а станция будет законсервирована. Павел, принявший сообщение, не решается сообщить об отсутствии Сергея на станции. По возвращении Сергей обнаруживает, что как минимум для одного сеанса передачи данных на материк Павел, нарушив установленный порядок, не собирал данные вручную, а полностью доверился автоматике. Сергей сильно отчитывает Павла, так как автоматически получаемые телеметрические данные ещё не откалиброваны. И задача как раз и состоит в их калибровке, чтобы не обесценить непрерывные многолетние наблюдения, в которые вложено много тяжелейшего и даже героического труда, в том числе и самим Сергеем. Из-за этого Павел не решается передать ему радиограмму. Гибель семьи и консервация станции лишает жизнь Сергея смысла. Поэтому в дальнейшем Павел, предполагая неадекватную реакцию Сергея, начинает препятствовать сеансам связи, чтобы не допустить получения им трагической информации.
Оставаясь в неведении о судьбе своей семьи, Сергей в очередной раз отправляется на рыбалку. В это время Павел получает информацию о высланном за ними вертолёте, собирает свои пожитки и в одиночку отправляется к точке приземления. Вертолёт в тумане не замечает Павла и улетает. Идя по дороге Павел привлекает внимание медведя, который начинает преследовать его. Спасаясь от медведя, в панике Павел падает с обрыва в море. Возвращающийся на моторной лодке Сергей благодаря случайности спасает Павла и тот наконец-таки решается открыть ему правду. Сергей выслушивает известие молча. При этом Павел подсознательно страшится Сергея, ожидая от него возмущённой человеческой реакции на свои необъяснимые выходки, и упредительно стреляет в направлении Сергея из ружья. Сергей в состоянии аффекта также несколько раз стреляет из своего карабина в сторону Павла, пугая его этим. Павел убегает, начинает скрываться в другой части острова, в заброшенном старом строении.
Павлу начинает казаться, что Сергей преследует его с ружьём, пытаясь пристрелить. Сергей действительно беспокоится и разыскивает молодого практиканта, обследует окрестности. Наконец-то добирается и до избушки, там неоднократно окликает Павла. Тот не отвечает, а пытается незаметно и тихо скрыться. Но всё-таки неосторожно наступает на лежащую на полу радиолампу, чем и вызывает заметный шум. Сергей стреляет на звук. Павел скрывается, но ему некуда податься, он остаётся совершенно беззащитным и неприспособленным, обречённым на голод и холод. Сильно замерзнув и инстинктивно пытаясь  обогреться, Павел приходит на станционный РИТЭГ (радиоизотопный термоэлектрический генератор) и приникает к его тёплому корпусу. Поначалу с удовольствием согреваясь, Павел внезапно вспоминает о радиации: измерив себя дозиметром, понимает, что получил от РИТЭГа большую дозу радиации.
Отчаявшись, не обнаруживая для себя никакого иного выхода и виня Сергея во всех своих неурядицах, Павел решается на месть. Спустя некоторое время голодный и грязный Павел приходит на метеостанцию, ворует несколько завяленных Сергеем рыб, одну поспешно ест (при этом давится), а оставшиеся облучает радиацией в РИТЭГе и возвращает на место. Сергей съедает отравленную рыбу. В бессмысленных и отчаянных шатаниях Павел вечером вновь забредает к строению метеостанции. Сергей замечает его фигуру снаружи и кивком головы приглашает войти внутрь. Павел входит и Сергей предлагает ему облучённую рыбу. Павел отказывается и признаётся Сергею, что отравил его. Сергей выходит и слышно как он очищает свой желудок искусственно вызванной рвотой. Вернувшись Сергей просит Павла никому не сообщать о случившемся.
Вскоре приходит судно. Чувствуя свою вину, Павел просит Сергея ехать на материк и пройти медицинское обследование. Сергей отказывается. Павел направляется к судну, а Сергей возвращается к метеостанции, ответив, что теперь ему необходимо остаться одному.

## В ролях
- Григорий Добрыгин — Павел Данилов, техник-практикант
- Сергей Пускепалис — Сергей Гулыбин, начальник станции
- Игорь Черневич — Николай Петрович Софронов (голос)
- Илья Соболев — Володя (голос)
- Артём Цуканов — Стас (голос)

## Съёмочная группа
- Автор сценария: Алексей Попогребский
- Режиссёр: Алексей Попогребский
- Оператор-постановщик: Павел Костомаров
- Звукорежиссёр: Владимир Головницкий
- Продюсеры:
  - Роман Борисевич
  - Александр Кушаев
- Режиссёр трейлера: Дмитрий Табачник
- Продюсер трейлера: Андрей Русанов
- Композитор: Дмитрий Катханов

## Съёмки
Фильм снимался в течение трёх летних месяцев на Чукотском полуострове на станции Валькаркай (Чаунский район ЧАО), а некоторые сцены — на бывшей туманной станции на мысе Шелагский — самой северной точке Чукотки. Неподалёку от станции Валькаркай расположена ныне заброшенная радарная рота ПВО (на одном из радаров катается персонаж Григория Добрыгина). Для съёмок была создана подробная географическая карта «острова Аарчым».
«Аарчым» — радиопозывной героев фильма, «Фея» — реальный позывной базовой станции в городе Певек. Актёры работали с действующей рацией, и несколько раз в эфир включались настоящие метеорологи, немного озадаченно спрашивая: «Фея на связи, а кто в эфире?».
Съёмки заняли ровно три месяца — столько же длится действие в фильме. Самая длинная съёмочная смена длилась 23 часа — сколько позволял свет. Средняя температура во время съёмок составляла +5 градусов. В июне-июле солнце в этих широтах практически не заходит.
Фильм снимался на цифровую камеру RED, запущенную в производство буквально накануне съёмок. Это первый российский полнометражный фильм, снимавшийся на RED. Две камеры в полной комплектации были специально привезены из Парижа.

## Музыкальное сопровождение
Режиссёр о музыке к фильму: «А когда я задумывал „Как я провёл этим летом“, предполагалось, что в фильме будет звучать музыка „Гражданской обороны“. Но во время монтажа я понял, что у нас появляется третий персонаж — фигура невероятной мощи: Егор Летов. И структура фильма его не принимает — такая мощь туда не вписывалась. На этот раз перед Димой Катхановым встала тоже сложная задача — написать музыку, которая не может существовать отдельно от фильма. Писали мы её шесть месяцев. Были варианты, которые можно было выдавать в эфир как новый хит U2».

## Художественные особенности
По впечатлениям немецких кинокритиков, фильм напоминает работы Андрея Тарковского. Американский журнал Variety назвал картину Попогребского «потрясающим исследованием природы человеческой слабости», а самого кинорежиссёра — «одним из самых ярких и талантливых режиссёров из России, чьи фильмы могут быть с успехом экспортированы за рубеж».

## Награды
- 2010 — Международный кинофестиваль Art Film Fest в Тренчанских Теплицах, приз «Синий ангел» за лучший фильм продюсеру картины[19]
- 2010 — Специальный диплом экуменического жюри Ереванского кинофестиваля
- 2010 год — 60-й Берлинский кинофестиваль
  - «Серебряный медведь» за лучшую работу актёра (мужская роль) Григорию Добрыгину и Сергею Пускепалису[12].
  - «Серебряный медведь» за выдающийся вклад в искусство кинооператору Павлу Костомарову[20].
- 2010 год — 46-й Чикагский кинофестиваль, главный приз «Золотой Хьюго»[21].
- 2010 год — 54-й Лондонский кинофестиваль, главный приз[10][22].
- 2010 год — 1-й Международный кинофестиваль стран Арктики «Северное сияние» (г. Мурманск), главный приз[23].
- 2010 год — 3-й фестиваль фильмов о науке «CinemaScience» (г. Бордо), главный приз[24].
- 2011 год — «Золотой орёл», за лучший фильм[25]. А. П. Попогребский получил эту награду за сценарий фильма[26].
- 2011 год — премия КиноСоюза «ЭЛЕМ»[27].